# BC Dresden
Der Basketball Club Dresden (kurz BC Dresden oder BCD) ist ein Basketballverein aus Dresden. Mit seinen Vorläuferorganisationen gehörte er zu den wichtigsten Basketballstandorten der DDR und machte sich auch nach der deutschen Wiedervereinigung vor allem einen Namen durch seine intensive Nachwuchsarbeit. Nach der Vereinsneugründung im Jahr 2007 spielt der BC Dresden regelmäßig in der Regionalliga.

## Vereinsprofil
Der BC Dresden versteht sich als ein leistungsorientierter Breitensportverein, der auf einer umfassenden Mitgliederstruktur beruht. So beherbergt der BCD sowohl einen männlichen als auch einen weiblichen Spielbereich, in denen jeweils mehrere Erwachsenenmannschaften integriert sind. In der Saison 2015/2016 war der BCD in sechs verschiedenen Ligen mit vier Herren- und zwei Damen-Teams vertreten. Darüber hinaus betreibt der Verein eine intensive Jugendnachwuchsförderung. Der BCD betreut Kinder und Jugendliche vom frühestmöglichen Spielalter bis zur U18 und forciert dabei eine aktive Spielerausbildung. In der Saison 2015/2016 verfügte der Klub über insgesamt acht Jugendmannschaften.
In sportlicher Hinsicht ist der BC Dresden bestrebt, sich unter den besten Vereinen Sachsens zu etablieren. Er gilt nach den Dresden Titans als zweitstärkster Klub der Stadt und ist nach seiner Mitgliederzahl einer der größten Basketballvereine in Sachsen (im Jahr 2010 sogar der mitgliederstärkste). Vor diesem Hintergrund gehört zum Selbstverständnis des Vereins, über die Ligasaison hinaus an verschiedenen nationalen und internationalen Wettbewerben teilzunehmen (etwa das Wiener Osterturnier) sowie selbst derartige Turniere auszurichten (etwa das Elbe-Pokal-Turnier).
Als ein gemeinnütziger Verein ist der BC Dresden zudem bestrebt, in die Gesellschaft hineinzuwirken. Sein Ziel ist, Menschen für Basketball zu interessieren und allgemein die Etablierung des Basketballsports in der Region weiter voranzutreiben. Dazu kooperiert der Verein mit verschiedenen Schulen, verfügt über ein Open-Gym-Angebot und ist unter anderem Partner im Programm „BasKIDball“, das unter der Schirmherrschaft von Dirk Nowitzki deutschlandweit betrieben wird.

## Geschichte

### Organisatorische Vorläufer und Vereinsneugründung
Die Vorgeschichte des BC Dresden reicht bis weit in die Zeit des DDR-Sports zurück. Seine früheste institutionelle Etablierung fand der Verein in der im Jahr 1953 gegründeten Basketballsektion der HSG Lokomotive HfV Dresden. Diese Hochschulsportgemeinschaft, die sowohl über Herren- als auch über Damenmannschaften im Ligaspielbetrieb verfügte, erhielt 1970 mit dem Anschluss der Arbeitsgemeinschaft Basketball der 65. Polytechnischen Oberschule in Dresden schließlich einen Jugendbereich, der sich innerhalb von nur zehn Jahren zu einer leistungsfähigen Nachwuchsabteilung entwickelte.
Aufgrund der häufig großen Distanzen zwischen den Trainings- und Spielhallen einerseits und den Herkunftsstadtteilen der Spieler andererseits wurde 1981 aus der parallel weiterbestehenden Basketballsektion der HSG Lokomotive HfV Dresden heraus eine neue Spielgruppe bei der Betriebssportgemeinschaft Nagema Dresden (später: BSG Nagema Pactec Dresden) und unter dem Vorsitz von Werner Polte gegründet, die nun die gerade erst fertiggestellte Drei-Felder-Sporthalle der 114./115. Polytechnischen Oberschule in Dresden nutzen konnte. Im Jahr 1987 wurde dort schließlich eine moderne Basketballanlage nach weltweitem Standard eingeweiht. Die BSG Nagema (Pactec) Dresden nahm im ostdeutschen Basketball eine bedeutende Stellung ein. Sie war in der höchsten Spielklasse der DDR vertreten und ihre Mannschaften nahmen an zahlreichen Turnieren im In- und Ausland teil (etwa in Polen, der Tschechoslowakei und Ungarn). Außerdem war die BSG Ausrichter großer Turniere und zentraler Finalspiele (etwa der DDR-Meisterschaft und des DBV-Pokals).
Nach dem Ende des SED-Regimes erfolgte 1990 die Umbenennung in Turn- und Sportverein Verpackungsmaschinenbau Dresden (TSV VMB Dresden) und später in TSV Pactec Dresden. Im Jahr 1995 wurde daraus eine eigenständige Spielgemeinschaft gegründet, die als Basketballverein Zschachwitz 1995 (BV Zschachwitz 95) mit dem Gymnasium Dresden-Großzschachwitz kooperierte und mit Manuela Piesche eine neue Vorsitzende erhielt. In dieser Zeit konnte der Klub die erfolgreiche Nachwuchsarbeit fortführen und zahlreiche Talente hervorbringen. Mit der Schließung des Gymnasiums im Sommer 2007 verlor der Verein sodann nicht nur seine Spielstätte, sondern auch seine wichtigste Nachwuchsgrundlage. Man fand jedoch mit dem Gymnasium Dreikönigschule Dresden einen neuen Kooperationspartner und gründete zusammen mit der Basketballabteilung des Sportvereins Gymnasium Dreikönigschule (SV Gymnasium DKS) noch im selben Jahr unter dem Vorsitz von Frank Krummrey und Michael Hentschel einen neuen Verein, der seither die Bezeichnung BC Dresden trägt.

### Entwicklung bis heute
Durch die Neugründung und die nunmehrige zentrale Lage in der Dresdner Neustadt konnte der BC Dresden rasch seinen Bekanntheitsgrad steigern und zahlreiche neue Mitglieder gewinnen. Innerhalb kurzer Zeit gelang es ihm so, zu einem der größten Basketballvereine in Sachsen heranzuwachsen und mit seiner ersten Herrenmannschaft, erstmals im Jahr 2013, in die Regionalliga aufzusteigen.
Weiterhin legt der Verein einen besonderen Schwerpunkt auf die Nachwuchsförderung. Aus dieser Arbeit ging eine Vielzahl von Talenten hervor, wie zum Beispiel die spätere Bundesliga- und Junioren-Nationalspielerin Lucile Peroche (dann ChemCats Chemnitz) sowie Eléa Gaba und Blanca Stammer (dann ebenfalls ChemCats Chemnitz), die beide später auch in der Bundesliga spielten und 2015 in den deutschen Perspektivkader aufgenommen worden waren.
Noch vor der eigenen Neugründung war der frühere BV Zschachwitz 95 im Jahr 2005 an der Einrichtung eines professionellen Basketballvereins in Dresden, den Dresden Titans, gemeinsam mit dem USV TU Dresden und der  HSG Lokomotive HTW Dresden maßgeblich beteiligt. Dadurch haben sich bis heute relativ enge Beziehungen zwischen den beiden Klubs erhalten.

## Erfolge

### Vorgängerorganisationen
Erwachsene

4. Deutscher Meisterschaft der DDR (Herren): 1957 
4. Deutsche Meisterschaft der DDR (Herren): 1983

3. DBV-Pokal (Herren): 1983

Sieger Oberliga Sachsen (Herren): 2007

2. Deutsche Meisterschaft der DDR (Damen): 1973

3. Deutsche Meisterschaft der DDR (Damen): 1963, 1971, 1974

3. Deutsche Meisterschaft der DDR (Damen): 1990

Jugend

2. Deutsche Meisterschaft der DDR (Jungen; U15): 1986

3. Deutsche Meisterschaft der DDR (Jungen; U19): 1988, 1989

3. Jugendlandesliga Sachsen (Jungen): 1991

2. Jugendlandespokal Sachsen (Jungen): 1991

Sieger Bezirksliga Dresden (Jungen; U15): 1990

2. Deutsche Meisterschaft der DDR (Mädchen; U19): 1990

3. Deutsche Meisterschaft der DDR (Mädchen; U17): 1986

3. Deutsche Meisterschaft der DDR (Mädchen; U13): 1983

Sieger DBV-Pokal (Mädchen; U13): 1982

Sieger Jugendlandesliga Sachsen (Mädchen): 1991

### BC Dresden
Erwachsene

Sieger Oberliga Sachsen (Herren): 2013

2. Oberliga Sachsen (Herren): 2008, 2015, 2017

3. Oberliga Sachsen (Herren): 2011, 2012

3. Landesliga Sachsen (Herren): 2015, 2016

3. Sachsenpokal (Herren): 2010, 2011

Sieger Bezirksliga Dresden (Herren): 2012, 2013, 2014

2. Bezirksliga Dresden (Herren): 2015, 2016, 2017

3. Bezirksliga Dresden (Herren): 2009

3. Oberliga Sachsen (Damen): 2008, 2014

Sieger Landesliga Sachsen (Damen): 2015, 2016

2. Landesliga Sachsen (Damen): 2011, 2012, 2017

3. Landesliga Sachsen (Damen): 2010

2. Bezirksliga Dresden (Damen): 2017

2. Sachsenpokal (Damen): 2011

3. Sachsenpokal (Damen): 2010

Jugend

Sieger Landesliga Sachsen (Jungen; U18): 2009

Sieger Bezirksliga Dresden (Jungen; U18): 2016

Sieger Bezirksliga Dresden (Jungen; U16): 2015

Sieger Bezirksmeisterschaft Dresden (U12mix): 2019

Sieger Bezirkspokal Dresden (U12mix): 2019

Sieger Bezirksliga Dresden (Jungen; U12): 2009

Sieger Bezirksliga Dresden (Jungen; U10): 2009

Sieger Bezirkspokal Dresden (Mädchen; U17): 2017